# Toni, la reportera
Reporter Blues (レポーターブルース, Repōtā Burūsu en japonès), conegut en català amb el nom de Toni, la reportera, és una sèrie d'anime italojaponesa del 1991, escrita per Marco Pagot i Gi Pagot, i dirigida per Kenji Kodama. Té 52 episodis dividits en dues temporades, i va ser coproduïda per la radiotelevisió italiana RAI, Seoul Movie i Tokyo Movie Shinsha. Té doblatge en català, i va ser emesa per TV3 el 1997.

## Repartiment
| Act. Doblatge      | Personatge               |
| ------------------ | ------------------------ |
| Maria Josep Guasch | Antoinette 'Toni' Dubois |
| Antoni Forteza     | Alain                    |
| Marta Padovan      | Madame Ralen             |
| Francesc Figuerola | Sr. Chailleau            |
| Federic Menescal   | Inspector Calvignac      |
| Manuel Lázaro      | Professor                |
| Carme Contreras    | Eulàlia                  |
| Geni Rey           | Pierrot                  |